# Apostolo Zeno

Apostolo Zeno (Venecia, 11 de diciembre de 1668-íd., 11 de noviembre de 1750) fue un crítico literario, periodista, dramaturgo, libretista de ópera y poeta veneciano.

## Biografía
De origen noble, tomó parte en la fundación de la Academia de los Animosos (Accademia degli Animosi) en 1691, y escribió su primer libreto de ópera en 1695, Gli inganni felici, lo que le convirtió en el libretista de moda hasta el advenimiento de Pietro Metastasio.
Aunque empezó como periodista en la Galleria di Minerva, creó en 1710, con Scipione Maffei, Antonio Vallisneri y su hermano Pier Caterino Zeno, el trimestral Giornale de' letterati d'Italia, del que llegó a publicar veinte volúmenes, transformándose en una de las publicaciones más prestigiosas de Italia en la que colaboraron Scipione Maffei, Antonio Vallisneri, Eustachio Manfredi, Ludovico Antonio Muratori, Giovanni Battista Morgagni, Giambattista Vico o Bernardino Ramazzini. Recibió del Emperador Carlos VI el título de Cronista real y marchó a residir a su corte en Viena. Había formado una rica biblioteca, que donó en 1747 a los Dominicos del Santo Rosario. Reemplazado por Metastasio y vuelto a Venecia en 1729, se dedicó a la erudición y la numismática.

## Obra

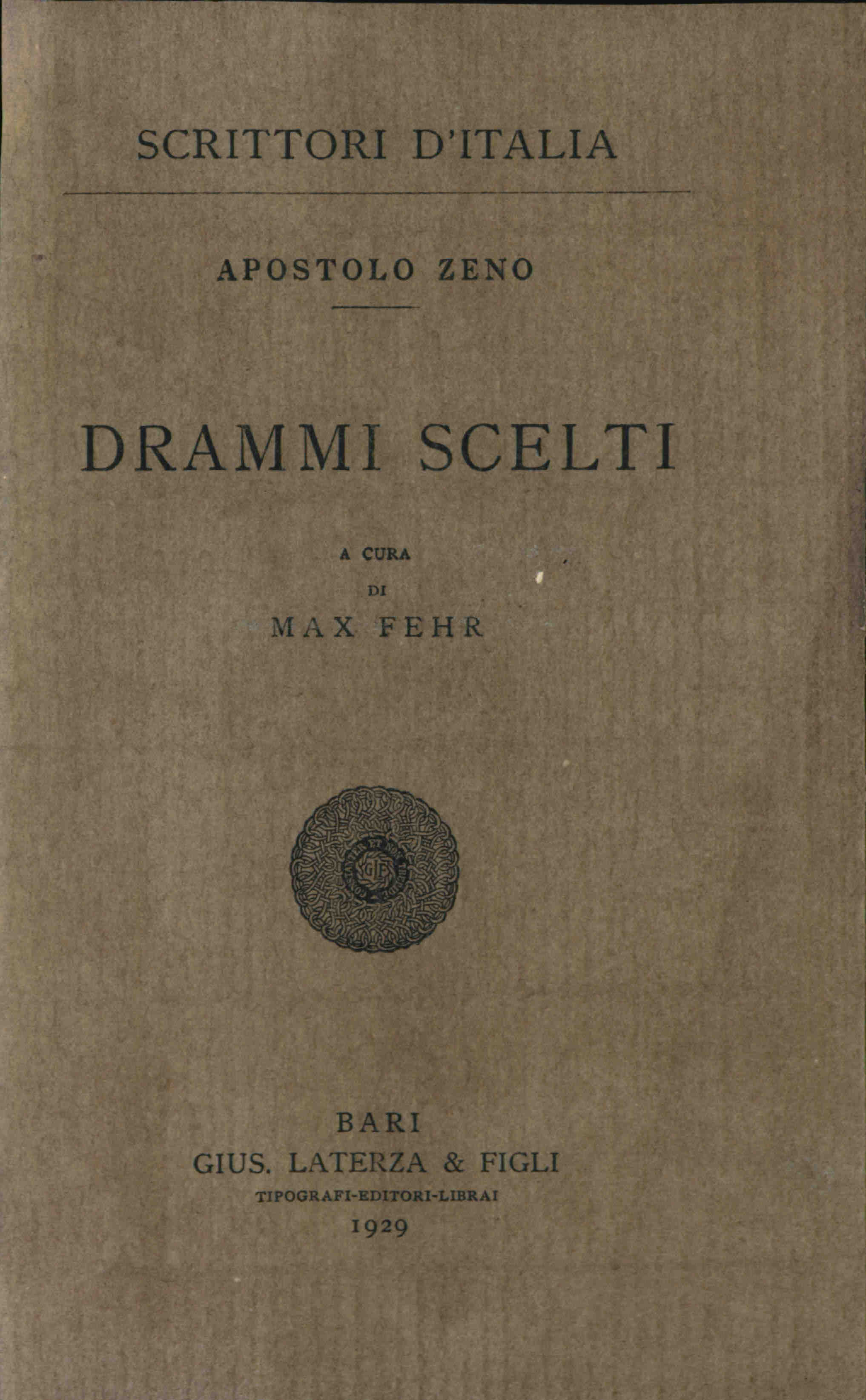
Drammi scelti

Escribió 63 piezas dramáticas (tragedias, comedias, óperas, oratorios) en las que siguió los principios del buen gusto y del clasicismo arcádico y las unidades aristotélicas; 36 de ellas son libretos de ópera de argumento histórico y mitológico, entre ellas Gli inganni felici, 1695, Faramondo, 1698, Lucio Vero, 1700, Merope, 1711, Alessandro Severo, 1716, Griselda, 1718, Teuzzone, 1719, Semiramide, 1725; 17 oratorios, entre ellas Giuseppe, 1722, Gioaz, 1726, David umiliato, 1731; diversas poesías líricas y de circunstancias; 2 volúmenes de Dissertazioni vossiane (suplementos a las investigaciones de Vossius sobre los historiadores latinos); póstumas aparecieron sus Annotazioni alla Biblioteca della eloquenza italiana di Giusto Fontanini. Se conserva también un caudaloso Epistolario.

### Algunas de sus óperas
- Eumene (1697), música de Gasparini, Porpora, Albinoni y Jommelli.
- Lucio Vero (1700), música de Albinoni, Gasparini, Galuppi, Jommelli y Traetta.
- Griselda (1701), música de Albinoni, Predieri, Scarlatti y Vivaldi.
- L’amor generoso (1707), música de Gasparini, Vivaldi y Galuppi.
- Merope (1711), música de Gasparini, Predieri, Vivaldi, Jommelli, Gassmann y Traetta.
- Lucio Papirio dittatore (1719), música de Caldara, Hasse, Graun, Galuppi, Paisiello, Anfossi y Cherubini.
- Caio Fabbrizio (1729), música de Caldara, Hasse und Graun.

- Datos: Q349507
- Multimedia: Apostolo Zeno / Q349507